# Runkel
Runkel település Németországban, Hessen tartományban. Lakosainak száma 9518 fő (2023. december 31.).

## Népesség
A település népességének változása:
| Lakosok száma | 9561 | 9361 | 9303 | 9427 | 9457 | 9518 |
|               | 2015 | 2017 | 2019 | 2021 | 2022 | 2023 |